# Jan-Åke Carlberg
Jan-Åke Thomas Carlberg (ur. 21 grudnia 1957 w Lidingö) – szwedzki łyżwiarz szybki.

## Kariera
Największy sukces na arenie międzynarodowej Jan-Åke Carlberg odniósł w 1982 roku, kiedy zajął piąte miejsce podczas sprinterskich mistrzostw świata w Alkmaar. W biegach na 500 m był tam dziesiąty, a w biegach na 1000 m zajmował kolejno siódme i szóste miejsce. W tej samej konkurencji był też osiemnasty na rozgrywanych cztery lata wcześnie mistrzostwach świata w Lake Placid. W 1980 roku wystartował na igrzyskach olimpijskich w Lake Placid, zajmując dziesiąte miejsce na 500 m i szesnaste na dwukrotnie dłuższym dystansie. Na rozgrywanych cztery lata później igrzyskach w Sarajewie zajmował odpowiednio 34. i 29. miejsce. Nigdy nie wystąpił w zawodach Pucharu Świata. W 1984 roku zakończył karierę.